# Spectacle céleste de Bâle en 1566

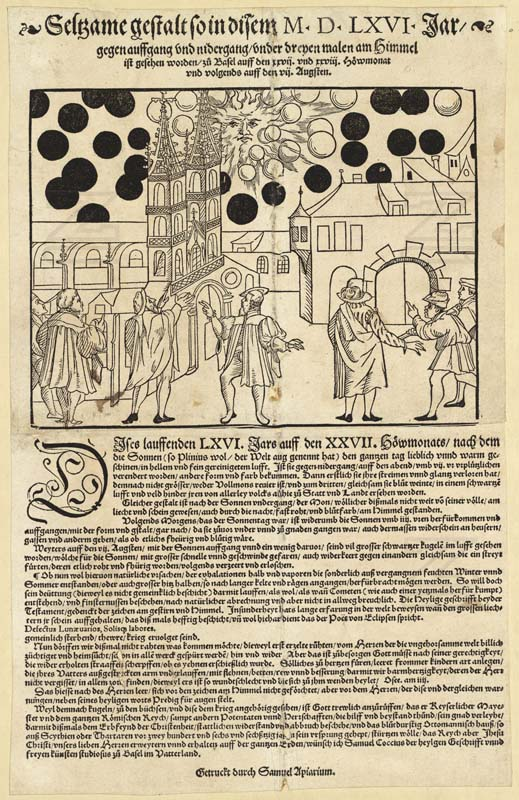
Flugblatt de Bâle, par Samuel Apiarius et Samuel Coccius, 1 feuillet, illustration 18,2 x 23.8 cm, feuille 42 x 26.8 cm, gravure sur bois, imprimé en 1566.

Le Spectacle céleste de Bâle en 1566 est une série d'événements inhabituels rapportés au XVIe siècle à Bâle dans un prospectus (Flugblatt) de Samuel Apiarius et Samuel Coccius, connu sous le nom allemand de Basler Flugblatt von 1566.

## Document
L'imprimé est conservé à la Bibliothèque centrale de Zurich. Le récit est de l'étudiant en typographie Samuel Coccius (dit aussi Samuel Koch, né Samuel Essig), illustré et édité par l'imprimeur et éditeur de musique Samuel Apiarius,.
L'illustration présente la place de la cathédrale (Münsterplatz) et son monastère, la partie gauche est occupée par la cathédrale, à droite le monastère (le porche avec voûte en arc), tout à droite se trouvent des maisons. En bas au centre, plusieurs personnages en habits de cour assistent avec étonnement au spectacle céleste et semblent en discuter. La partie supérieure montre le soleil levant à visage humain, le ciel et le soleil sont parsemés de sphères noires ou non coloriées,.

## Lieu et date
L'événement rapporté se déroule à Bâle en Suisse en 1566, selon Samuel Coccius les 25 et 28 juillet et le 7 août, et aurait été vu par de nombreux témoins locaux à Bâle et aux environs. Trois phénomènes célestes distincts sont observés,, le premier est décrit comme un lever de soleil inhabituel, le deuxième comme une éclipse totale de lune avec un lever de soleil rouge, le troisième comme une nuée de sphères noires devant le soleil.

## Récit
Seltzame Gestalt so in diesem M.D.L.XVI. Jar / gegen auffgang und niedergang, unter dreyen malen am Himmel / ist gesehen worden, zu Basel auff den XXVII. und XXVIII. Höwmonat / und volgends auff den VII. Augsten.

« En l'an 1566 par trois fois les 27 et 28 juillet ainsi que le 7 août, au lever et coucher du soleil a été vue une apparition curieuse dans le ciel à Bâle.

L'an 1566 le 27 d'août, après que le soleil avait brillé chaudement et bonnement dans le ciel clair et lumineux, vers 9 heures du soir, il a pris soudainement une autre forme et couleur. D'abord il a perdu ses rayons et sa brillance, ensuite il ne fut pas plus gros que la pleine lune et pour finir il a semblé pleurer des larmes de sang et l'air derrière lui est devenu noir. Et il a été vu par tous les gens de la ville et de la campagne. De même la lune qui était presque pleine et a brillé durant la nuit était presque rouge et couleur de sang. Le jour suivant, le dimanche, le soleil s'est levé vers six heures et couché avec la même apparence qu'il avait quand il s'était couché auparavant. Il a éclairé les maisons, les rues et les environs comme si tout était rouge feu et sanglant. Plus tard, le 7 août, vers le lever du soleil et un peu avant, on a vu de grandes sphères noires qui allaient et venaient avec grande vitesse et précipitation devant le soleil et s'entrechoquaient, comme si elles menaient un combat. Certaines sont devenues comme enflammées et rouges, sont tombées et ont disparu. »

Le long texte qui suit en conclusion évoque un avertissement divin. Il commence par une réflexion sur les possibles causes de l'apparition, puis s'étend largement sur les signes contenus dans l'Ancien Testament que Dieu a envoyés aux hommes. Les phénomènes de Bâle sont ainsi compris comme un avertissement céleste. Les pécheurs seront certainement bientôt punis alors que ceux fidèles à Dieu n'ont rien à craindre de ces signes.

## Interprétation
Le récit est un objet de débats chez les historiens et les météorologues mais aussi en ufologie, où le document est interprété comme le témoignage d'une bataille d'ovnis. Les historiens considèrent le récit de Samuel Coccius comme le fruit d'une interprétation religieuse, un texte didactique sur un avertissement divin, basé sur une transmission orale. D'autres documents des XVIe siècle et XVIIe siècle rapportent de tels « signes prodigieux ». En météorologie, on envisage divers phénomènes tels qu'un halo. L'événement et sa description sont comparés à un événement et une description similaires à Nuremberg en 1561.